# Big Bill Broonzy

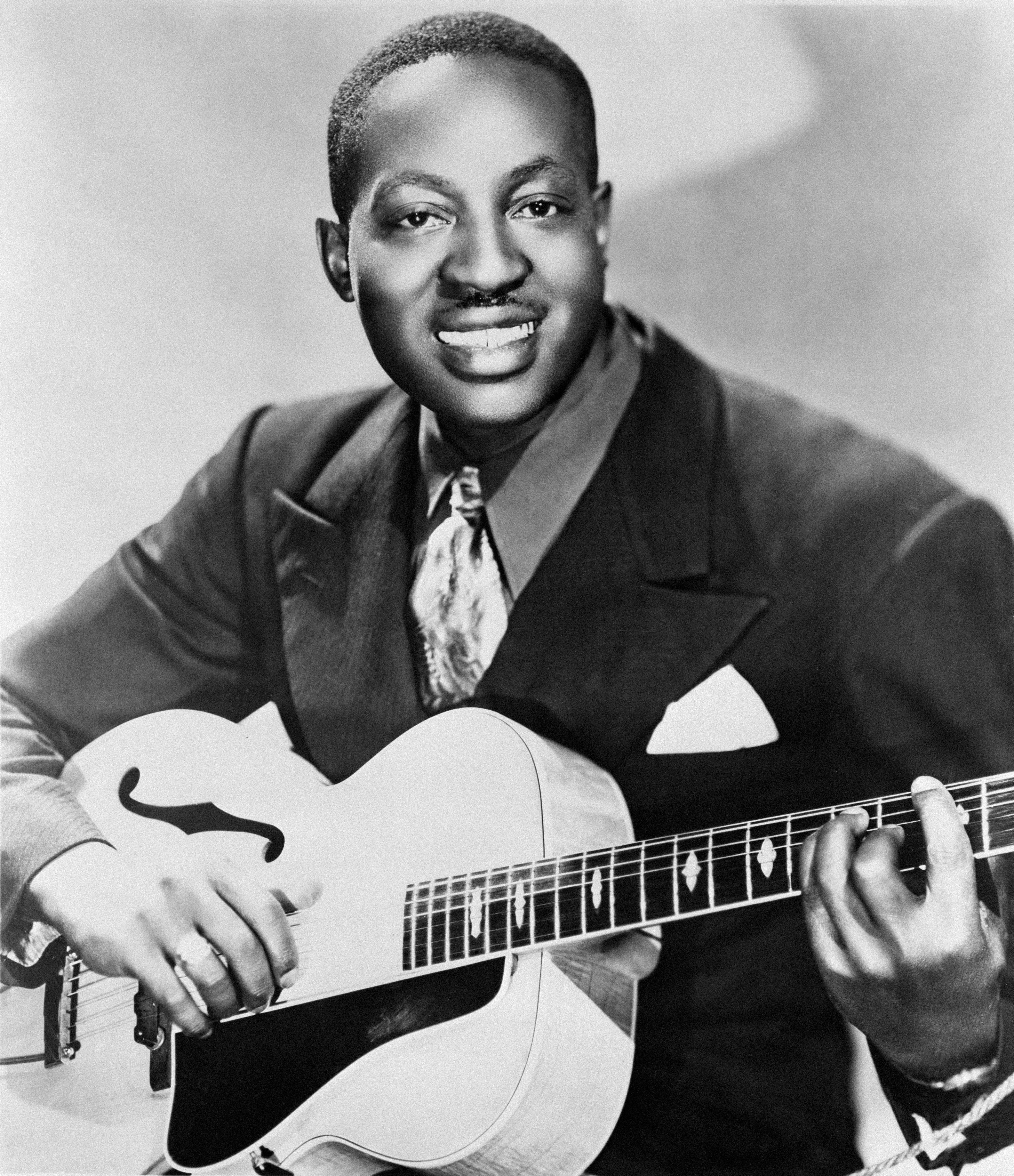
Big Bill Broonzy (nachträglich bearbeitetes Werbefoto von 1951)

Big Bill Broonzy, auch William Broonzy genannt, geboren als Lee Conley Bradley (* 26. Juni 1903 in Scott, Mississippi, oder in Jefferson County (Arkansas); † 15. August 1958 in Chicago), war ein US-amerikanischer Blues-Musiker und -Komponist, vor allem im Bereich des Country Blues.

## Werdegang
Lee Bradley war eines von 17 Kindern seiner Eltern Frank und Mittie Bradley (geborene Belcher). Den größten Teil seiner Kindheit soll er in Arkansas verbracht haben, wo er bereits durch seinen Onkel Jerry Belcher das Fiddlespiel erlernte und in bescheidenem Maße auch auftrat. Anschließend verdingte er sich als Feldarbeiter. 1920 ging Big Bill Broonzy nach Chicago, wo ihm Papa Charlie Jackson das Gitarrespielen beibrachte. 1927 machte er erste Aufnahmen für Paramount. Unter den Liedern, bei denen er sich selbst begleitete, war auch der Song „Big Billy Blues“, von dem künftig sein Künstlername abgeleitet wurde. Von 1927 bis 1942 nahm er über 200 Songs auf. Broonzy konnte von seiner Musik zunächst nicht leben und ging bis in die 1950er Jahre noch anderen Berufen nach. 
Nach 1930 nahm er mit Georgia Tom (eigentlich: Thomas Andrew Dorsey) am Klavier und Frank Basswell unter dem Gruppennamen „Famous Hokum Boys“ verschiedene Platten auf. Um 1936 begann er, mit einer kleinen Band aufzutreten, mit Schlagzeug (Fred Williams) und Bass, gelegentlich ergänzt um Mundharmonika, Piano oder Blasinstrumente. Die Aufnahmen aus dieser Zeit firmieren unter dem Namen Big Bill and his Chicago Five. In der Fachliteratur (z. B. bei Dicaire, siehe Bibliografie) gibt es Hinweise, dass Broonzy möglicherweise das Powertrio in die populäre Musik eingeführt hat – ein Konzept, das später Musiker und Bands wie Jimi Hendrix, ZZ Top und Cream in der Rockmusik erfolgreich machten.
In den 1930ern war Big Bill Broonzy u. a. mit Memphis Minnie unterwegs. Nach dem Tod von Robert Johnson 1938 wurde Broonzy an dessen Stelle für die New Yorker Show From Spirituals To Swing engagiert und auch vom weißen Publikum begeistert aufgenommen. In den 1950ern war er mehrfach erfolgreich in Europa auf Tour, wobei er vor allem bei Londoner Musikern Interesse für den Blues weckte. Er machte Aufnahmen u. a. mit Pete Seeger, Sonny Terry, Brownie McGhee und Leadbelly und wurde 1953 letztlich Berufsmusiker.
1957 erkrankte Big Bill Broonzy an Kehlkopfkrebs und starb daran ein Jahr später. Er wurde auf dem Lincoln Cemetery der an Chicago angrenzenden Gemeinde Blue Island (Illinois) beigesetzt.

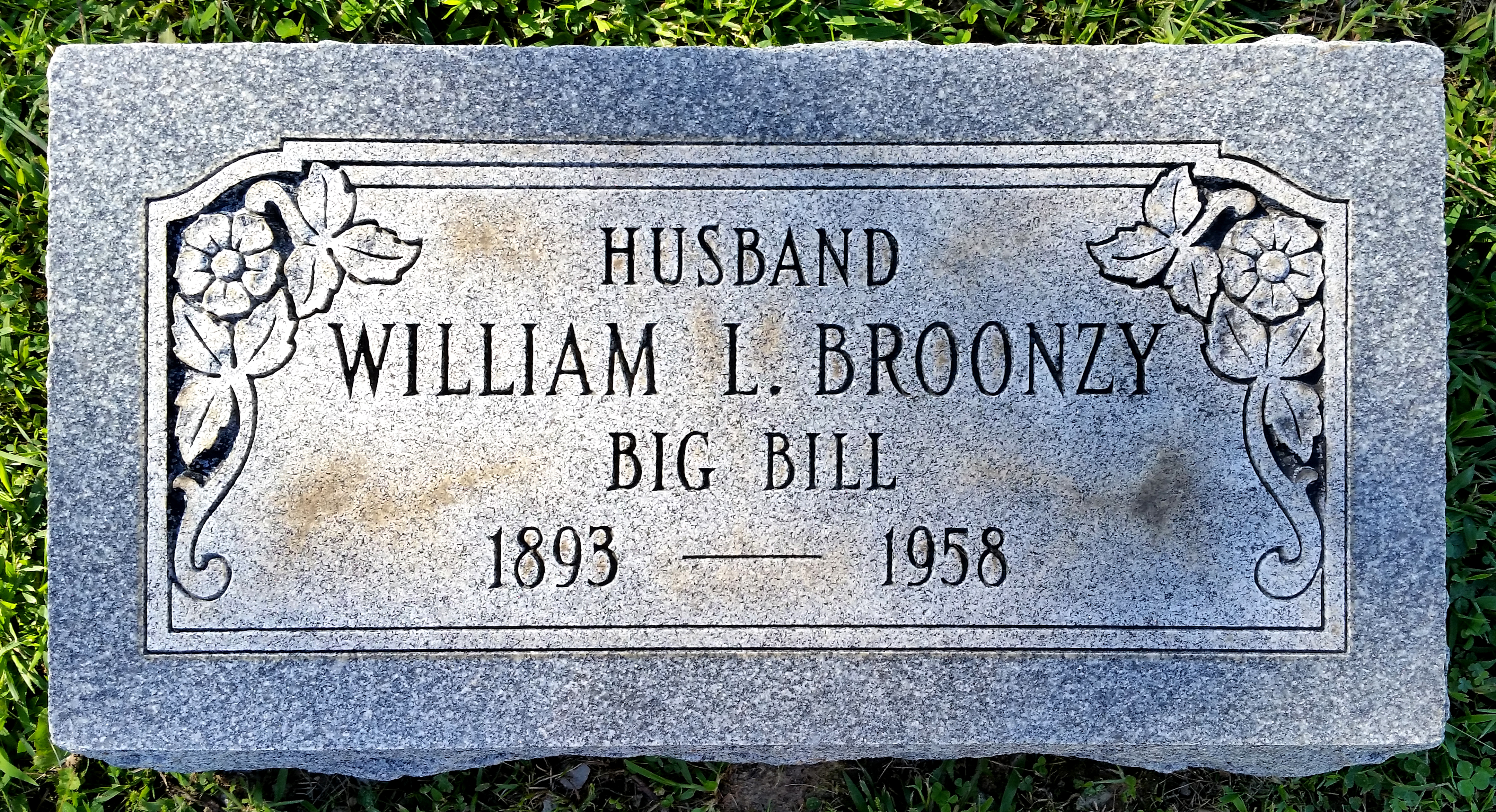
Grabstein von Big Bill Broonzy, mit dem Geburtsjahr 1893

## Wirkung
Big Bill Broonzy, selbst beeinflusst von Blind Lemon Jefferson, brachte vor allem Country Songs, Work Songs, Spirituals und seinen Ragtime-Stil ab 1920 nach Chicago, hatte einen nicht unwesentlichen Einfluss auf Bluesgrößen wie Muddy Waters und Memphis Slim, aber auch auf Folk-Gitarristen. Big Bill Broonzys Lied Hey Hey spielt Eric Clapton auf dem Album Unplugged. Broonzy war ein ausgezeichneter Gitarrist und hat über 350 Stücke komponiert. 1980 wurde er in die Hall of Fame der Blues Foundation aufgenommen, ebenso 2010 sein Song Key to the Highway und seine Autobiographie (gemeinsam mit Yannick Bruynoghe) Big Bill Blues 1990. Nach ihm war der französische Prix Big Bill Broonzy benannt, der von 1967 bis 2004 vergeben wurde.

## Diskografie (Auswahl)
- 1927: Big Bill’s Blues, Paramount
- 1928: Down in the Basement Blues, Paramount
- 1930: Station Blues, Paramount
- 1931: Big Bill Blues, Champion
- 1935: Take Your Hands Off Her, Bluebird
- 1952: Big Bill Broonzy A Paris, Vogue LD 605-30 Vol. 33
- 1957: His Story, Interviews and performances with Studs Terkel, Folkways Records,
- 1959: Blues with Big Bill Broonzy, Sonny Terry and Brownie McGhee, Folkways Records
- 1962: Big Bill Broonzy Sings Folk Songs, Folkways Records
- 1989: Big Bill Broonzy Sings Folk Songs, Smithsonian Folkways
- 2000: Trouble In Mind, Smithsonian Folkways